# Zelina (rzeka)
Zelina – rzeka w Chorwacji, dopływ Lonji. Jej długość wynosi 52 km, a powierzchnia dorzecza 334 km².
Swe źródła ma na zboczach Medvednicy. Do Lonji wpada nieopodal miasta Ivanić-Grad.